# Reiko
Reiko (jap. れいこ,　レイコ) – żeńskie imię japońskie. 

## Możliwa pisownia
Reiko można zapisać używając wielu różnych znaków kanji i może znaczyć m.in.:
- 麗子, „urocze dziecko”[1]
- 怜子, „mądry, dziecko”
- 伶子, „aktor, dziecko”
- 玲子, „dźwięk klejnotów, dziecko”
- 礼子, „pozdrawiać, dziecko”

## Znane osoby
- Reiko Aylesworth, amerykańska aktorka
- Reiko Chiba (麗子), japońska aktorka, seiyū i piosenkarka
- Reiko Ike (玲子), japońska artystka, aktorka i piosenkarka
- Reiko Kiuchi (レイコ), japońska seiyū
- Reiko Nakamura (礼子), japońska pływaczka
- Reiko Okano (玲子), japońska mangaka
- Reiko Okuyama (玲子), japońska animatorka
- Reiko Ōmori (玲子), japońska seiyū i piosenkarka
- Reiko Shiota (玲子), japońska badmintonistka
- Reiko Takagi (礼子), japońska seiyū
- Reiko Takashima (礼子), japońska aktorka
- Reiko Tosa (礼子), japońska lekkoatletka specjalizująca się w półmaratonie i maratonie
- Reiko Yasuhara (麗子), japońska seiyū i piosenkarka
- Reiko Yoshida (玲子), japońska scenarzystka i mangaka

## Fikcyjne postacie
- Reiko Asakawa (玲子), bohaterka serii The Ring: Krąg
- Reiko Aya (れい子), pseudonim Sailor Aluminum Seiren, postaci z mangi i anime Sailor Moon Sailor Stars
- Reiko Mikami (怜子), bohaterka serii Another
- Reiko Yuki, bohaterka mangi i anime Gilgamesh